# 멕시코멧밭쥐
멕시코멧밭쥐(Reithrodontomys mexicanus)는 비단털쥐과에 속하는 설치류의 일종이다. 콜롬비아와 코스타리카, 에콰도르, 엘살바도르, 과테말라, 온두라스, 멕시코, 니카라과, 파나마의 해발 3800m 이하의 다양한 서식지에서 발견된다.